# 醫者心
《醫者心》（英語：Doctors）是英國BBC One播出的一個醫療肥皂劇，自2000年3月26日開始播出。電視劇的舞台設在米德蘭的一個名為Letherbridge的城鎮，其原型被認為是伯明翰。電視劇由BBC伯明翰製作。本劇獲得過多個電視獎項的肯定。